# Aggretsuko/Episodenliste
 Info: Daten nach ISO 8601 im Format Jahr-Mo-Ta

## Staffel 1
Release: 2018-04-20

### 1. Ein Tag im Leben von Retsuko
Nach fünf Jahren in derselben Firma muss die Büroangestellte Retsuko mit vielen täglichen Ärgernissen fertig werden. Sie kommt versehentlich in ihren Sandalen zur Arbeit, hat mit Kollegen zu tun, die entweder dem Chef in den Hintern kriechen oder denen die Arbeit völlig egal ist. Ihr Chef, Ton, zwingt sie zu niederen Arbeiten wie dem Abstauben seines Schreibtisches und dem Holen von Tee. Es stapelt sich ein Haufen Arbeit auf ihrem Tisch, der sie bis spät in die Nacht beschäftigt. Danach lässt sie ihren Frust an einer Karaoke-Bar aus und singt Death Metal.

### 2. Ein braves, schwer arbeitendes Mädchen
Beim Einkaufen in einem Bekleidungsgeschäft trifft Retsuko unerwartet auf ihre freigeistige Freundin Puko. Während eines gemeinsamen Abendessens in einem Restaurant verrät Puko, dass sie ihr eigenes Unternehmen gründen will, und fragt Retsuko, ob sie mitmachen möchte. Retsuko zögert, da sie ihren Job nicht aufgeben kann. Aber nachdem sie noch mehr Frustration bei der Arbeit erlebt hat – Tsunode gibt ihr noch mehr Papierkram, und sie sieht zu, wie Ton und Komiya nichts anderes tun, als vom Golfspielen zu träumen – ist sie bereit, ihren Job zu kündigen.

### 3. Aushilfskraft
Retsuko drückte Frustration über ihren Chef im Fernsehen aus, während sie durch Shibuya lief. Mit dem Hoffnungsschimmer, dass sie ihren Job kündigen und in Pukos Laden arbeiten kann, versucht Retsuko zu verhindern, dass ihre Kollegen davon erfahren, und sie ist eher geneigt, sich gegen ihre Vorgesetzten zu wehren. Doch als sie erfährt, dass ihr Traumjob nicht das ist, was sie sich vorgestellt hat, geht ihr Plan, den Job zu kündigen, nach hinten los. Zu allem Überfluss finden Direktor Ton und Komiya heraus, dass Retsuko darüber nachgedacht hat, wie sie den Job kündigen kann, und von ihren Plänen weiß, so dass Direktor Ton ihr den Spitznamen „Kurzarbeiter“ gibt und sie noch mehr Arbeit und Machtmissbrauch unterwirft.

### 4. Heiraten
Retsuko und ihre Freundin besuchen eine Hochzeitsfeier und kommentieren, wie gut das Paar zueinander passt, und Retsuko verschenkt einen Großteil ihres Geldes als Hochzeitsgeschenk. Als sie bald darauf einen Anruf von ihrer Freundin erhält, dass sich das Paar scheiden lässt, ärgert sie sich, dass sie das Geld verschenkt hat. Aber nachdem sie über eine Heirat nachgedacht hat, überlegt Retsuko, dass sie durch eine Heirat endlich ihren Job aufgeben könnte. Mit diesem Plan beginnt sie, Yogakurse zu besuchen, wo sie ihre Kollegen Gori und Washimi kennenlernt und sich mit ihnen anfreundet. Auf dem Heimweg erhält Retsuko einen Anruf von ihrer Freundin, dass das Paar wieder zusammen ist und das Geld, das sie bekommen haben, nicht umsonst war.

### 5. Entlarvt
Retsuko geht weiter ihrer täglichen Routine nach, besucht Yogakurse mit Gori und Washimi, arbeitet im Büro und wird von ihren Vorgesetzten beschimpft. Eines Abends, als sie zum Bahnhof gehen, nehmen Gori und Washimi Retsuko in ihre übliche Karaoke-Bar mit. Auf dem Zettel, den Gori von ihrem Yogalehrer bekommen hat, steht eine Liednummer, die sie in die Jukebox eingibt. Als das Lied ertönt, offenbart Retsuko schließlich ihre Liebe zu Death-Metal-Songs und verrät auch, dass sie ihre Frustrationen mit Karaoke abreagiert.

### 6. Aufruf zum Aufstand
Bei der Arbeit wird Retsuko immer wieder von Direktor Ton und anderen Vorgesetzten beschimpft, obwohl sie bemerkt, wie leicht Tsunoda mit dem Chef zurechtkommt. Retsuko beschließt, sich eines Abends beim Abendessen mit Tsunoda zu treffen und sie um Tipps zu bitten, wie sie sich mit dem Chef versöhnen kann. Der Plan geht nach hinten los, als Retsuko sich zum falschen Zeitpunkt mit dem Chef versöhnt. Als Washimi von Retsukos Problemen erfährt, nutzt sie ihre Beziehungen zum Firmenchef, um ihr zu helfen. In dieser Nacht erteilt der Präsident Direktor Ton eine Verwarnung. Ton ist insgeheim nicht glücklich darüber.

### 7. Das Duell
Am nächsten Morgen verhält sich Direktor Ton untypisch nett und erschreckt damit alle Mitarbeiter der Buchhaltungsabteilung. Ton will herausfinden, wer ihn beim Präsidenten angezeigt hat. An diesem Abend hofft Retsuko auf einer Büroparty, dass sie mit Direktor Ton reinen Tisch machen kann, doch Ton stellt fest, dass es Retsuko war, die ihn gemeldet hat. Während eines Karaoke-Duells rappt Ton darüber, wie nutzlos Retsuko ist. Retsuko, die fast verzweifelt ist, entfesselt schließlich ihre Wutform und antwortet mit Death Metal, wobei sie alle ausknockt.

### 8. Der „Selbstzahl-Prinz“
Retsuko versucht, ihre Death-Metal-Form vor Fenneko und Haida geheim zu halten (zum Glück erinnert sich Direktor Ton nicht an die Geschehnisse auf der Büroparty). Eines Tages lädt Tsunoda Retsuko zu einer Betriebsfeier ein, zu der sie sich schließlich überreden lässt. Fenneko nimmt ebenfalls teil, nachdem Haida sie gebeten hat, Retsuko zu beschützen. Bei dieser Veranstaltung beginnt Retsuko ein herzliches Gespräch mit Resasuke, einem Mitarbeiter der Marketingabteilung. Von diesem Moment an hat sie das Gefühl, endlich ihren Traummann gefunden zu haben.

### 9. Die Welt ist schön
Retsuko verliebt sich Hals über Kopf in Resasuke und merkt gar nicht mehr, wie schlimm es wirklich ist. Sie verfällt in einen Liebeswahn und spricht mit Gori und Washimi über Resasuke. Retsuko beginnt, mehr Zeit mit Resasuke zu verbringen und schenkt ihm eine Menge Dosenkaffee mit Post-it-Nachrichten. Sie gehen zusammen in einen Vergnügungspark. Obwohl das anstrengende Laufen in den falschen Schuhen zu schmerzenden Beinen führt und der eiskalte Wind ihr eine Erkältung beschert, ist Retsuko weiterhin glücklich mit ihm – und beschließt, ihren Frust nicht beim Karaoke abzulassen.

### 10. Der Traum ist aus
Retsuko trifft sich weiterhin mit Resasuke, während sie immer noch den Schmerz erträgt, den sie durchmacht. Haida erfährt, dass Retsuko mit Resasuke zusammen ist, und fühlt sich schlecht, weil er nicht den Mut hat, sie um ein Date zu bitten. Das Ende des Quartals rückt näher, und die Buchhaltung muss sich mit dem Abschlussbericht ins Zeug legen, während sie gleichzeitig mit Personalengpässen zu kämpfen hat (Haida wird ins Krankenhaus eingeliefert, Tsubone hat sich den Arm gebrochen, als sie versuchte, ihr Keksglas zu öffnen, und Kabae wird als Spion beschuldigt und von den Behörden festgenommen). Direktor Ton klärt Retsuko über ihre derzeitige Situation auf, und sie darf der Abteilung endlich helfen, den Bericht fertigzustellen. An diesem Abend geht sie mit Resasuke in eine Karaoke-Bar, um endlich ihren Frust abzulassen. Nach ihrem Death-Metal-Gesang kommt sie aus ihrem Liebeswahn heraus und sieht Resasuke so, wie er wirklich ist. Später stellt sich heraus, dass Resasuke ein „Pflanzenfresser-Mann“ ist. Am nächsten Tag statten Retsuko und Fenneko Haida einen Besuch ab. Zurück im Büro geht alles wieder seinen gewohnten Gang, und Retsuko macht weiter ihre Arbeit und wird immer noch von ihren Vorgesetzten beschimpft.

### Special
Release: 2018-12-20

#### We Wish You a Metal Christmas
Retsuko ist so besessen davon, Likes auf Instagram zu bekommen, dass sie vergisst, Pläne für Heiligabend zu machen. Haida fürchtet sich davor, Retsuko um ein Date zu bitten, weil er den Albtraum hat, dass Retsuko ihn zurückweist. Direktor Ton sorgt dafür, dass Retsuko in der Nacht zu viel arbeitet und dadurch die Feier am Heiligabend verpasst. In ihrer Verzweiflung bastelt sie ein einfaches Abendessen im Büro, das sie auf Instagram für Heiligabend postet. Aus Angst, sie könnte allein sein, macht sich Haida schnell auf die Suche nach ihr. Währenddessen hängen Gori und Washimi mit Retsuko ab, weil ihre eigenen Pläne vereitelt wurden. Zu dritt essen sie an Heiligabend Ramen. Nach dem Essen trifft sich Retsuko mit Haida und beide kehren gemeinsam nach Hause zurück.

## Staffel 2
Release: 2019-06-14

### 1. Endlich erwachsen werden
Retsuko ist zunehmend frustriert über die überhebliche Art ihrer Mutter. Es beginnt mit einem intensiven Anruf ihrer Mutter, dann kauft ihre Mutter ein Cosplay-Mädchen-Outfit für sie, und schließlich, als ihre Mutter heimlich zu Besuch kommt und Retsuko sie für einen Einbrecher hält. Retsukos Mutter bittet Retsuko, an einem arrangierten Treffen mit einem Verehrer teilzunehmen, und Retsuko rastet völlig aus, weil ihre Mutter das Treffen gegen ihren Willen arrangiert hat.

### 2. Der neue Angestellte Anai
Die Firma stellt eine neue Mitarbeiterin namens Anai ein, die auf den ersten Blick nett und eifrig zu sein scheint. Direktor Ton beauftragt Retsuko damit, Anai gut auszubilden. Auf Wunsch ihrer Mutter trifft sich Retsuko mit dem Verehrer, der zwar nett ist, aber nicht zu ihr passt. Während der Arbeit bringt Retsuko Anai bei, wie man die Arbeit macht, aber er ist total nervös und macht immer wieder Fehler. Retsuko kommentiert seine Leistung, aber Anai fasst diese Worte als persönliche Angriffe auf ihn auf. Er beginnt, ständig passiv-aggressive E-Mails an Retsuko zu schreiben, in denen er sie beschuldigt, missbräuchlich zu sein, und verlangt, dass sie so schnell wie möglich auf seine Anschuldigungen antwortet.

### 3. Zweifaches Moratorium
Ton schimpft mit Retsuko über Anais mangelnde Fortschritte bei der Arbeit, aber Retsuko versucht zu verbergen, dass er sie jedes Mal, wenn sie versucht, Anai zu belehren, erpresst, indem er ihre Stimme aufnimmt. Sie erhält immer wieder E-Mails von ihm, in denen er schriftliche Antworten auf seine Anschuldigungen verlangt. Als sie sich mit Anai im Archivraum trifft, platzt Retsuko schließlich der Kragen und sie zeigt ihm ihr Metallgesicht. Sie spricht darüber mit Gori und Washimi, die ihr beide raten, es mit Anai ruhig angehen zu lassen. Doch als sie nach Anai sucht, stellt sie fest, dass er sich in den Urlaub verabschiedet hat – zuerst schickt er ein Fax an Direktor Ton, in dem er sich darüber beschwert, wie Retsuko ihn „missbraucht“ hat. Aus Angst um sich selbst beschließt Retsuko, zu versuchen, wegzulaufen, indem sie das Autofahren lernt. Sie meldet sich für einen Fahrkurs an, in der Hoffnung, einen Führerschein zu machen.

### 4. Unausweichliche Folgen
Retsuko besucht weiterhin die Fahrschule und freundet sich mit einem entspannten Esel namens Tadano an. Auf der Arbeit plant das Unternehmen eine Veranstaltung zum Tag der Familie – jede Abteilung soll etwas zu den Essensständen beitragen. Unerwartet wird Retsuko von Direktor Ton beauftragt, mit Anai zusammenzuarbeiten, um die Stände für die Buchhaltung vorzubereiten. Für Retsuko ist das ein Albtraum, denn sie möchte so weit wie möglich von Anai entfernt sein und entscheidet sich daher, die Arbeit an den Ständen allein zu erledigen. Haida bemerkt, dass Anai Retsuko nicht helfen will, was jedoch Anais Abwehrmechanismus auslöst – er schreibt Haida E-Mails über die „Angriffe auf seine Persönlichkeit“ und fordert schriftliche Antworten.

### 5. Vereinte Front
Haida begreift, was Retsuko mit Anai durchgemacht hat. Retsuko und Fenneko tun ihr Bestes, um Anai unter Kontrolle zu halten. Alle Pläne sind gescheitert, einschließlich der Bitte an Tsunoda, ihren Charme einzusetzen, und an Direktor Ton, seine Aggressivität einzusetzen. Zur Überraschung aller gelingt es Kabae, Anai zu kontrollieren, indem sie ihn mütterlich behandelt. In der Fahrschule schlägt Tadano vor, dass Retsuko sich während der Veranstaltung mit Anai versöhnen soll. Beim Familientag läuft der Yakisoba-Stand der Buchhaltung nicht gut, weil Retsuko keine gute Köchin ist, bis es Kabae gelingt, Anai zu überreden, stattdessen zu kochen. Anai entpuppt sich als hervorragende Köchin und der Stand wird ein voller Erfolg. Mit dieser Erfahrung schließt Retsuko Frieden mit Anai.

### 6. Ungewisse Zukunft
Nach dem Vorfall kommt Anai endlich mit der Arbeit in Einklang, und er bietet einen billigen Mittagsservice an, indem er Mahlzeiten kocht und sie an die Mitarbeiter verkauft. Retsuko denkt erneut über den Rat ihrer Mutter nach, einen Verehrer zu finden. Retsuko nimmt an einer Verkupplungsparty teil und trifft unerwartet auf Gori, die ebenfalls auf der Suche nach einem Verehrer ist. Beide scheitern bei der Suche. In der Fahrschule besteht Retsuko die Prüfung und erhält offiziell ihren Führerschein, aber sie erfährt, dass Tadano die Schule verlassen hat.

### 7. Wachsende Zuneigung
Nachdem sie ihren Führerschein gemacht hat, nimmt Retsuko ihre Freunde Gori und Washimi mit auf einen Road Trip. Während der Fahrt offenbart Washimi, dass sie einmal verheiratet war, sich aber nach vier Monaten scheiden ließ. Daraufhin kommt es zu einem heftigen Streit zwischen Washimi und Gori, und die beiden beginnen, sich auseinander zu leben. Die Reise endet damit, dass sich zwischen Washimi und Gori eine Rivalität entwickelt. Retsuko fragt Kabae schließlich nach der Ehe, und Kabae erzählt ihr die Geschichte, wie sie ihren Mann kennengelernt hat. Der Firmenchef berichtet Gori und Washimi, dass ein Unternehmer in die Firma kommt, um eine Präsentation zu halten.

### 8. Er lebt über den Wolken
Tadano entpuppt sich als CEO eines Technologieunternehmens. Er hat eine künstliche Intelligenz entwickelt, die mehr Automatisierung in die Gesellschaft bringen soll. Retsuko spricht über den besonderen Besucher der Firma, findet aber heraus, dass Gori und Washimi immer noch Rivalen sind. Tadano trifft Retsuko zufällig auf der Straße und fragt sie nach einem Date. Retsuko spürt, dass sie sich in Tadano verlieben könnte, und sie beginnen, sich zu verabreden.

### 9. Sie träumt
Retsuko genießt ihr neues Leben mit Tadano, der zu schön scheint, um wahr zu sein. Sie trifft sich mit Tadano zu einem geschäftlichen Golfspiel, an dem unerwartet auch Direktor Ton teilnimmt. Nach dem Spiel entdeckt Ton einen Paparazzo, der Fotos von den beiden macht. Eines Abends gesteht Retsuko Tadano ihre Liebe. Bei der Arbeit warnt Direktor Ton Retsuko davor, sich mit Tadano zu treffen. In den sozialen Medien verbreitet sich schnell die Nachricht von Retsukos Beziehung zu Tadano. Gori und Washimi sehen die Nachricht und beschließen, ihre Differenzen zu Retsukos Gunsten beiseite zu schieben. Retsuko macht sich keine Sorgen über die schlechten Kommentare in den sozialen Medien, aber sie ist schockiert, als sie erfährt, dass Tadano nicht an einer Heirat interessiert ist.

### 10. Das Leben ist wundervoll
Nachrichten von Retsukos Beziehung und von Tadanos Äußerungen über die Ehe verbreiten sich. Da sie ihn nicht gehen lassen will, beschließt Retsuko, sich auf Tadanos Lebensstil einzulassen, und Tadano bittet sie, ihren Job zu kündigen und mit ihm zusammenzuleben. Währenddessen rufen Gori und Washimi Haida zu Hilfe, um Retsuko zu unterstützen. Bei der Arbeit macht Direktor Ton Retsuko wegen Tadano Vorwürfe, er sei zu anders als sie. An diesem Abend geht Retsuko zusammen mit Haida, Gori und Washimi mit Tadano in die übliche Karaoke-Bar. Dort drückt sich Retsuko durch Karaoke aus und gibt zu, dass sie heiraten will und dass sie sich selbst nicht treu bleiben kann, wenn sie bei Tadano bleibt. Damit endet die Beziehung. Ein paar Tage später geht Retsuko mit ihrem Leben weiter, und die beiden gehen getrennte Wege.

## Staffel 3
Release: 2020-08-27

### 1. Die guten Dinge im Leben
Da ihre Romanze vorbei ist, füllt Retsuko die Leere mit einem virtuellen Freund, Seiya dem Einhorn, wird aber leichtsinnig mit In-Game-Käufen. Da ihre Ersparnisse fast aufgebraucht sind, lebt sie nur noch von Brotkrusten. Währenddessen erfährt Haida, dass Anai eine Freundin hat, und gerät schnell in eine existenzielle Krise über seinen eigenen Beziehungsstatus. Später macht Retsuko mit ihrer Mutter einen Wellness-Trip und bekommt von ihr einen großzügigen Geldbetrag als Benzingeld, mit dem sie sich ein Essen zum Mitnehmen gönnen will. Die Sache geht jedoch schief, als sie auf dem Parkplatz des Restaurants versehentlich rückwärts in einen geparkten Minivan fährt.

### 2. Tief im Loch
Der Gepard, dem der Minivan gehört, sammelt Retsukos Daten ein, geht aber, bevor er Retsuko seine eigenen geben kann. Retsuko ist paranoid über ihre finanzielle Lage und bittet Gori um einen schnellen Kredit, aber Gori hat ihre Ersparnisse für eine Anzahlung auf eine neue Suite verpulvert. Der Gepard ruft Retsuko zurück und stellt sich als Hyodo vor. Um den Schaden am Lieferwagen zu begleichen, trifft Hyodo eine Vereinbarung mit Retsuko: Retsuko arbeitet für ihn, um die Schulden zu begleichen. Hyodo nimmt sie mit in einen heruntergekommenen Nachtclub, wo sie erfährt, dass Hyodo eine Untergrund-Idolgruppe managt.

### 3. Ein behütetes Leben
In dem Nachtclub lernt Retsuko Manaka und zwei weitere Idole kennen, die die OTM Girls Hyodo managen. Aufgrund der langen Arbeitszeiten im Nachtclub schläft Retsuko bei der Arbeit ein. Washimi ermutigt Retsuko, das Beste aus ihrer Situation zu machen, und gibt ihr etwas Geld, um ihr etwas Erleichterung zu verschaffen. Retsuko beschließt, Hyodo die Kontrolle über die Finanzen der Idol-Gruppe zu entziehen, um sie aus den Schulden zu befreien. Währenddessen trifft Haida bei der Arbeit auf Inui, und die beiden kommen sich schnell näher.

### 4. Umbruch
Dank Retsukos Geschäftssinn machen die OTM Girls zum ersten Mal Gewinn. Retsuko eröffnet auch eine offizielle Social-Media-Seite der OTM Girls, um die Paparazzi-Seite eines Fans zu ersetzen, die zuvor als offizielle Seite diente. Retsuko richtet auch einen eigenen Videokanal ein, auf dem sie ihre Death-Metal-Stimme lehrt, um Werbeeinnahmen zu erzielen. Haida trifft sich nach einer unerwarteten Begegnung in einem Plattenladen mit Inui.

### 5. Ein Seeigel in der Wüste
Als Hyodo mit Manaka in einer Karaoke-Bar ihren neuen Song übt, entdeckt er unerwartet Retsuko, die Death Metal singt. Am nächsten Tag verkündet Hyodo, dass die Idolgruppe ihr Genre wechseln wird, und ernennt Retsuko zur neuen Leadsängerin. Retsuko lehnt zunächst ab, da sie nicht will, dass die Welt von ihrem Death-Metal-Gesang erfährt. Manaka sagt Retsuko, sie solle aufstehen und sich keine Sorgen machen, anderen auf die Füße zu treten. Später an diesem Abend wird Retsuko dazu gedrängt, ihre neue Rolle als Leadsängerin der OTM Girls anzunehmen, was sie schließlich auch tut.

### 6. Scheideweg
Die Popularität der Gruppe steigt nach der positiven Rezension eines Bloggers dank Retsukos Auftritt als Death-Metal-Sängerin sprunghaft an. Hyodo schlägt vor, CDs mit Handshake-Coupons zu verkaufen, die es dem Verbraucher ermöglichen, den Idolen für ein paar Sekunden die Hand zu schütteln. Die CDs sind schnell ausverkauft, und die Gruppe macht sich auf den Weg zu einem Konzert in Hokkaido. Beunruhigt über Retsukos seltsames Verhalten, folgt Haida ihr heimlich nach Hokkaido. In Hokkaido freundet sich Haida mit Tadano an, der ihn zurück nach Tokio fliegt. Zurück auf dem Konzert schüttelt der Blogger, der den Status der Gruppe erhöht hat, Retsuko die Hand und entpuppt sich als Komiya. Komiya verspricht Retsuko, ihr Idolleben bei der Arbeit geheim zu halten.

### 7. Ein unüberwindbares Hindernis
Die OTM Girls erhalten das Angebot, bei einem Rockfestival aufzutreten. Hyodo verwandelt die Idole in eine Kawaii-Metal-Band, und die Mitglieder müssen lernen, wie man Instrumente spielt. Haidas Beziehung zu Inui entwickelt sich langsam und er trifft sich weiterhin mit Tadano. Eines Abends gesellt sich Gori zu den beiden, wo sie wieder über Retsuko sprechen. Tadano interessiert sich für Goris neue Matchmaking-App. An diesem Abend ruft Haida Inui an, um ihr mitzuteilen, dass sie zu ihm nach Hause kommen kann, um ihn beim Bassspielen zu beobachten.

### 8. Der Durchbruch
Manakas Hingabe an die Beherrschung von Instrumenten inspiriert andere, mitzumachen. Retsuko bittet schließlich Haida, ihr das Gitarrespielen beizubringen. Entgegen Fennekos Warnung willigt Haida ein und bittet sie, an dem Tag zu kommen, an dem Inui zum Abendessen kommen soll. Retsuko kommt zuerst und lernt den F-Akkord zu spielen. Nachdem sie gegangen ist, kommt Inui und macht das Abendessen. Haida ist Inui deutlich unangenehmer als Retsuko, und als sie Retsukos rosa Taschentuch im Badezimmer entdeckt, verlässt Inui abrupt das Haus und lässt das Abendessen ausfallen. Bevor sie geht, fragt sie Haida ganz unverblümt, ob er sie so sehr mag wie sie ihn.

### 9. Das Ende eines Moratoriums
Fenneko und Tsunoda beschimpfen Haida für seine Unentschlossenheit zwischen Inui und Retsuko. An anderer Stelle erfährt Direktor Ton durch seine Töchter von Retsukos Idol-Leben. Obwohl er ihre Gründe anerkennt, warnt er sie vor den Gefahren des Idol-Lebens und bietet ihr Geld an, um ihre restlichen Schulden zu begleichen, damit sie gehen kann. Aber Retsuko, die Manaka und die anderen liebgewonnen hat und die Gruppe zu einem beträchtlichen Gewinn gemacht hat, lehnt ab, da sie die Idol-Gruppe über ihren normalen Job stellt. Manaka findet heraus, dass der Besitzer der gefälschten OTM-Girls-Social-Media-Seite Retsuko aktiv gestalkt hat. Später auf einem anderen Konzert, während der Handshake-Veranstaltung, kommt ein Fan mit 100 Tickets, die ihm 5 Minuten mit Retsuko gewähren. Er verbringt seine Zeit damit, Retsuko zu rösten und verbal zu belästigen, sehr zum Entsetzen aller.

### 10. Bis zehn zählen
Retsuko ist von ihrer Begegnung mit dem giftigen Fan erschüttert, leugnet aber, dass er sie mit der Gruppe belästigt. Durch Nachforschungen bei anderen begeisterten, nicht giftigen Fans findet Hyodo heraus, dass der Fan, der Retsuko belästigt hat, auch das Konto der gefälschten Idol-Gruppe betreibt. Später werden weitere Fotos auf dem gefälschten Konto gepostet, die Retsukos Arbeits- und Privatadressen sowie ihren Zeitplan vollständig offenlegen. Trotz Manakas und Hyodos Warnungen versichert Retsuko ihnen immer wieder, dass nichts passieren wird. Der geistesgestörte Fan greift Retsuko dann nachts auf einer belebten Straße an, aber Haida geht schnell dazwischen. Während des Handgemenges stößt sich Retsuko den Kopf und wird ohnmächtig. Inui hilft den beiden, und sie hört auf, eine Beziehung mit Haida anzustreben. Nach dem Überfall kapselt sich Retsuko von der Welt ab, bleibt im Haus ihrer Mutter und nimmt für einige Tage Urlaub von der Arbeit. Haida und Fenneko diskutieren mit Gori und Washimi darüber, wie sie Retsuko zurückholen können. Haida dringt schließlich in Retsukos Haus ein und schleppt sie zum Karaoke, um sich ihre Gefühle von der Seele zu reden. Obwohl Retsuko Haidas Gefühle erneut zurückweist, verspricht Haida, ihr zu helfen, sie zu beschützen. Retsuko kehrt schließlich zur Arbeit zurück und zeigt Anzeichen für eine offenere Kommunikation mit Haida.

## Staffel 4
Release: 2021-12-16

### 1. Nur ein Kollege
Nachdem sie bei den OTM Girls gekündigt hat, zieht Retsuko in eine neue Wohnung, und Haida bringt sie zu ihrer Sicherheit täglich nach Hause. Während Haida darum kämpft, ihre Beziehung zu vertiefen, steht das Unternehmen aufgrund eines gescheiterten Vergnügungsparkprojekts, das von Washimi und dem neuen externen Direktor Himuro abgelehnt wurde, vor schweren Verlusten. Ton steht kurz vor seinem 30-jährigen Jubiläum als Leiter der Buchhaltungsabteilung, und Retsuko wird beauftragt, ein Geschenk für ihn zu finden. Fenneko versucht, Haida und Retsuko unter dem Vorwand zu verkuppeln, dass er ihr hilft, aber eingeschüchtert durch Retsukos Beziehungen zu Tadano und Manaka, erfindet er eine Ausrede, um zu gehen.

### 2. Der neue Boss
Während Haida nach Hause zurückkehrt, sieht er, wie der Präsident der Firma in der Nähe des Flusses zusammenbricht und hilft ihm ins Krankenhaus. Durch diesen Vorfall findet Retsuko am nächsten Morgen heraus, dass Haida in der Nacht zuvor gelogen hatte und ist enttäuscht. In der Nacht vertraut Haida Fenneko an, dass er das Gefühl hat, zu gewöhnlich und nicht würdig genug für eine Beziehung mit Retsuko zu sein, wobei er ihre Beziehung zu Tadano und ihre Zeit als Idol als Beispiele anführt. Am nächsten Morgen erfahren Retsuko und Haida, dass Himuro zum Nachfolger des Präsidenten als neuer CEO des Unternehmens ernannt wurde.

### 3. Drecksarbeit
Die Beziehung von Retsuko und Haida ist trotz Fennekos Bemühungen weiterhin schwierig. Himuro teilt Ton mit, dass die Firma Kosten einspart und bittet ihn, die Buchhaltungsabteilung zu verkleinern. In der Zwischenzeit findet Retsuko heraus, dass Fenneko und Tsunoda sie mit Haida verkuppelt haben und verlangt eine Erklärung. Nach der Arbeit berät sich Ton mit Komiya darüber, welcher Mitarbeiter in ihrer Abteilung entlassen werden soll. Am nächsten Morgen bringt er Himuro eine leere Liste und erzählt seiner Frau später, dass er nicht die Absicht hat, jemanden zu entlassen, zumal die Buchhaltungsabteilung den Zusammenbruch der Blasenwirtschaft in den 1980er Jahren ohne Entlassungen überstanden hat.

### 4. Gebrochene Versprechen
Haida erfährt von seinem Bandkollegen, dass seine Freundin mit ihm Schluss gemacht hat, weil er beruflich nicht vorankommt. Während eines betrunkenen Abends mit Fenneko ist Retsuko frustriert über Haidas mangelndes Vertrauen, eine Beziehung mit ihr anzustreben. Auf dem Heimweg lädt Himuro die beiden zum Abendessen ein, um sich dafür zu entschuldigen, dass er sie mit einer Pfütze bespritzt hat, und im Vollrausch beschweren sie sich über Ton. Kurz darauf sucht Retsuko Rat bei Manaka, die ihr mitteilt, dass sie und Haida nicht zusammenpassen. Als Haida Retsuko am nächsten Tag nach Hause bringt, sagt sie ihm, dass er das nicht mehr nötig hat und dass sie lieber Freunde bleiben wollen. Aufgrund von Retsukos Rückmeldung versetzt Himuro Ton in die Abteilung „Design von Berufserfahrungen“, wobei sein neues Büro ein vom Firmengebäude isolierter Lagerraum ist.

### 5. Optionen
Ton bekommt keine Arbeit, und obwohl er das Gegenteil behauptet, erfährt Tsubone die Realität seiner Situation. Tsunoda konfrontiert Retsuko mit ihren Gefühlen für Haida, und auf Anraten von Okami und Gori besucht Retsuko Haida, um ihm mitzuteilen, dass sie zwar noch unsicher ist, was ihre Gefühle angeht, aber an ihm interessiert ist. Die beiden verabreden sich, und Haida wird bei der Arbeit motiviert. Währenddessen bietet Bibanuma Kabae eine großzügige Abfindung an, wenn sie freiwillig kündigt. Später räumt Himuro ein, dass Kabae und Ton von sich aus gehen werden, weil sie erkennen, dass die Firma sie nicht mehr braucht. Als Ton in Depressionen verfällt, denkt er kurz darüber nach, sich vor einen Zug zu werfen.

### 6. Der Kampf ums Überleben
Ton kündigt schließlich seinen Job, wahrt aber vor seiner Familie weiterhin eine Fassade. Retsuko und die anderen bemerken, dass Kabae härter arbeitet und weniger lebhaft ist als sonst, was sie zu dem Verdacht veranlasst, dass die Geschäftsleitung sie als nächste Entlassung ins Visier nehmen könnte. Kabae fängt an, bei der Arbeit zu fehlen, als ihr jüngster Sohn krank wird, aber selbst mit Retsuko, Haida und Anai, die ihr Arbeitspensum abdecken, überredet die Geschäftsleitung sie schließlich, zu kündigen. Währenddessen weckt Haidas Engagement bei der Arbeit und die schnelle Erledigung ihrer Aufgaben Himuros Interesse.

### 7. Aufstieg
Nachdem sein Vorschlag zur Verbesserung der Arbeitsabläufe von Himuro gebilligt wurde, wird Haida durch das positive Feedback zur Arbeit ermutigt. Während eines Treffens mit Manaka erfährt Retsuko, dass Ton jetzt mit ihr im Supermarkt arbeitet. Retsuko fühlt sich schuldig, obwohl Haida, Gori und Washimi ihr das Gegenteil versichern. Himuro ist von Haidas Arbeitsmoral beeindruckt und befördert ihn zum Leiter der Buchhaltungsabteilung, um Yagyu zu ersetzen. Währenddessen trifft sich Retsuko mit Tadano.

### 8. Personalsuche
Retsuko bittet Tadano um Rat, wie sie Ton helfen kann, und er schlägt vor, dass sie ihren Online-Videokanal, auf dem sie einst ihre Death-Metal-Song-Cover veröffentlichte, weiter betreiben kann. Sobald sie erfolgreich genug ist, um ihren Kanal zu Geld zu machen, stellt sie Ton als Buchhalter ein. Als Retsuko immer geschäftiger wird, fühlt sich Haida wieder unsicher, vor allem nachdem er ihren Kanal entdeckt und gesehen hat, wie Tadano sie mit nach Hause genommen hat. Dies veranlasst ihn, sich mehr auf seine Arbeit zu konzentrieren, und während eines Gesprächs mit Himuro betraut dieser ihn mit einer besonderen Aufgabe, die geheim gehalten werden muss. Als Retsuko ins Büro zurückkehrt, um Tons Luftbefeuchter zu holen, fällt ihr Blick auf Haidas Computer, auf dem sich eine offene Tabelle mit den Buchhaltungsdaten befindet, an denen sie gearbeitet hatte.

### 9. Unbefugter Zugriff
Da Retsuko gegenüber Haida misstrauisch wird, wird das Büro der Buchhaltungsabteilung umgebaut, während Haida in seine eigene Suite zieht. Nach der Arbeit trifft Haida auf Inui, die ihm vorschlägt, sich mehr um Retsuko zu kümmern. In der Zwischenzeit nimmt Retsuko die Hilfe von Kabae, Fenneko und Ton in Anspruch, um in Haidas Büro einzubrechen und die Daten auf seinem Computer zu analysieren. Ton vermutet, dass Haida die Gewinne in den Geschäftsbüchern der Firma aufbläht, und schlägt vor, die wahren Daten zu finden. Retsuko besucht Haida, um sich zu vergewissern, aber er wird wütend, weil sie an ihm zweifelt. Als Haida am nächsten Morgen Himuro Bericht erstattet, stellt er die Integrität ihres Handelns in Frage, aber Himuro überzeugt ihn, nicht zu schwanken, da dies Schwäche zeige. Beim Abendessen fragt Washimi Himuro, was er von Retsuko hält, und er antwortet, dass er sie eher als gehorsam denn als rebellisch ansieht.

### 10. Rendezvous
Mit Hilfe von Hyodo, Fenneko, Kabae, Ton und Tons Frau bricht Retsuko in Haidas Büro ein, um die echten Buchhaltungsdaten von einem USB-Stick zu stehlen, den er in einem Safe aufbewahrt. Nachdem Haida bemerkt hat, dass sich seine Beziehung zu Retsuko verschlechtert hat, konfrontiert er Tadano mit seiner Beziehung zu Retsuko, aber Tadano zeigt ihm ruhig, dass es nicht mehr als Freundschaft ist. Später am Abend bringt Ton Haida zu Retsukos Karaoke-Bude, wo sie versucht, ihn davon zu überzeugen, die Manipulation der Buchhaltungsdaten einzustellen. Haida schnauzt sie wegen seiner Minderwertigkeitsgefühle an, aber sie stellt klar, dass niemand es verdient, etwas zu Schmutziges zu tun, um seine Fähigkeiten zu beweisen. Am nächsten Tag schlägt Haida Himuro vor, damit aufzuhören, da mehrere Angestellte von ihren Handlungen wüssten. Als Himuro ihn jedoch mit der Behauptung abweist, er sei entbehrlich, setzt er sich schließlich zur Wehr und konfrontiert ihn mit einem Armdrücken, in dem er bekräftigt, dass er zwar entbehrlich, aber diesmal sein Feind ist. Retsuko hilft Haida, Himuro mit einem Death-Metal-Knurren zu besiegen, das sich als Laserstrahl manifestiert, wodurch beide durch ein Fenster geschossen werden und auf einem Baugerüst landen. Himuro und Haida verlassen die Firma, während der ursprüngliche Präsident, Ton, und Kabae zurückkehren. Haida ist jedoch selbstbewusster, und als er sich mit Retsuko zu einem Date verabredet, kann er endlich Tadano bewundernd sehen.